# FC Van
FC Van (Armeens: Ֆորտբոլային Ակումբ Վան, Futbolayin Akumb Wan) is een Armeense voetbalclub uit Tsjarentsavan in de provincie Kotajk.
De club werd in 2019 opgericht en begon in de Aradżin chumb. Daar werd Van in 2020 als lijstaanvoerder van de vanwege COVID-19 afgebroken competitie aangewezen voor promotie naar de Bardzragujn chumb. De club speelt op een kunstgrasveld in het stadsstadion van Tsjarentsavan dat begin jaren 90 gebruikt werd door FC Mush.
FA Alasjkert · 
Ararat Jerevan · 
FC Ararat-Armenia ·
BKMA ·
Gandzasar Kapan ·
FC Noah ·
FC Pjoenik Jerevan · 
Sjirak Gjoemri ·
FC Urartu ·
FC Van ·
FC West Armenia